# 第五訪
第五 訪（だいご ほう、？ - 延熹2年〈159年〉）は、後漢の官僚。字は仲謀。司隷京兆尹長陵県の人。『後漢書』の著者である范曄から、循吏として讃えられた。

## 生涯
かつて章帝の時代に司空を務めた第五倫の親族である。若い頃に孤児となった第五訪は、貧しかったため、耕作によって兄嫁を養った。その傍ら、暇があれば学問に励んだ。功曹として郡に仕えた後、孝廉に察挙され、新都令に補任した。第五訪による統治は評判が良く、その信望の厚さから、隣県より移住する者たちも出現したほどで、『後漢書』の記述によれば、3年間で戸口が10倍になった。
第五訪は転じて張掖太守となった。当時は飢饉の年で、穀物の値段が数千銭と非常に高かった。第五訪は、郡国の穀倉を開き食料を配給することで、食糧問題を解決しようとした。一方、官吏たちは己への譴責を恐れて、まず上申することを考えた。後漢時代において、開倉する権限は皇帝が有しており、地方官吏が状況を朝廷に報告して許可を得た後、監査のもと倉庫が開かれていた。そのため無許可での開倉は処罰の対象となった。しかし第五訪は、「朝廷に報告するとすれば、それは民を見捨てることになる。太守は一身をもって百姓らを救うことを喜びとするものだ！」と言い、穀物の支給に踏み切った。このことについて、順帝は勅書を出して称賛した。こうして郡の人々は事なきを得、それから1年余りが過ぎた頃には、官民はみな豊かであり、界隈では強盗騒ぎも起きなかったという。
その後、南陽太守に転任したが、辞職した。永寿元年（155年）、第五訪が護羌校尉を拝命して辺境の統治を担うと、現地の人々は彼の威信に従ったという。そして延熹2年（159年）、在官のまま死去した。
当時、第五訪のほかに种暠・張奐が涼州統治に携わっていた。彼らは安撫政策を採用することで、現地周辺に暮らす異民族である羌族と漢族との対立を激化させずにおいた。第五訪の死後に段熲がその後任を務めるまで、この比較的安定した状況は継続した。